# Харькив, Алексей Демьянович
Алексе́й Демья́нович Ха́рькив (укр. Олексі́й Дем'я́нович Ха́ркiв; 28 июля 1932, Львовская область, Украинская ССР, СССР — 25 марта 2008) — учёный-геолог, доктор геолого-минералогических наук, лауреат премии имени В. А. Обручева (1997).

## Биография
Родился 28 июля 1932 года в селе Подлесье Львовской области.
В 1956 году — окончил Львовский государственный университет.
С 1956 по 1970 год — работник Амакинской и Ботуобинской экспедиций ПГО «Якутскгеология».
В 1978 году защитил диссертацию «Геология, петрография и минералогия кимберлитов Мунского и Алакит-Мархинского алмазоносных районов» на соискание учёной степени кандидата геолого-минералогических наук.
С 1968 по 1987 год — заведующий алмазной лабораторией ЦНИГРИ в городе Мирном.
В 1982 году защитил диссертацию «Геолого-генетические основы шлихо-минералогического метода поисков алмазных месторождений» на соискание учёной степени доктора геолого-минералогических наук.
С 1987 года — ведущий научный сотрудник ЦНИГРИ.
Скончался 25 марта 2008 года. Похоронена на Булатниковском кладбище Московской области.

## Научная деятельность
Основные исследования посвящены коренным месторождениям алмазов, их прогнозированию и поискам. Создал обобщённые модели кимберлитовой трубки для Якутии и других регионов мира.
Один из пионеров изучения вещественного состава кимберлитов и минералов-спутников алмазов: участвовал в поисково-оценочных работах на кимберлитах Верхнемунского поля; в разведке трубки «Айхал» от начала и до завершения; в изучении минералов-спутников алмаза из ореолов Малоботуобинского района, ставших основой при открытии кимберлитовых трубок «имени ХХIII съезда КПСС» и «Интернациональная».
Научный руководитель многих тематических исследований, посвящённых изучению геологического строения и вещественного состава алмазных месторождений и совершенствованию шлихо-минералогического метода их поисков по Архангельской и Якутской алмазоносным провинциям.
Автор более 310 научных работ, в том числе 12 монографий. Индекс Хирша по публикациям в РИНЦ — 15
Член экспертных советов, Международного совета по алмазам.
Академик РАЕН (2000).

### Публикации
Книги
- Харькив А. Д., Зинчук Н. Н., Крючков А. И. Коренные месторождения алмазов мира. — М.: Недра, 1998. — 555 с. — ISBN 5-247-03705-7.
- Харькив А. Д., Зинчук Н. Н., Зуев В. М. История алмаза. — М.: Недра, 1997. — 601 с. — ISBN 5-247-03601-8.
- Харькив А. Д., Зинчук Н. Н., Крючков А. И. Геолого-генетические основы шлихо-минералогического метода поисков алмазных месторождений. — М.: Недра, 1995. — 348 с. — ISBN 5-247-03484-8.
- Уханов А. В., Рябчиков И. Д., Харькив А. Д. Литосферная мантия Якутской кимберлитовой провинции. — М.: Наука, 1988. — 286 с. — ISBN 5-02-002650-6.
- Харькив А. Д., Зуенко В. В., Зинчук Н. Н., Крючков А. И., Уханов В. А., Богатых М. М. Петрохимия кимберлитов. — М.: Недра, 1991. — 304 с. — ISBN 5-247-02075-8.
- Зинчук Н. Н., Харькив А. Д., Мельник Ю. М.[укр.], Мовчан Н. П. Вторичные минералы кимберлитов. — Киев: Наукова думка, 1987. — 284 с.
- Харькив А. Д. Минералогические основы поисков алмазных месторождений. — М.: Недра, 1978. — 136 с.
- Харькив А. Д., Квасница В. Н.[укр.], Сафронов А. Ф., Зинчук Н. Н. Типоморфизм алмаза и его минералов-спутников из кимберлитов. — Киев: Наукова думка, 1989. — 184 с. — ISBN 5-12-000599-3.
- Подчасов В. М., Минорин В. Е., Богатых И. Я., Голубев Ю. К., Граханов С. А., Кривонос В. Ф., Подвысоцкий В. Т., Харькив А. Д., Эринчек Ю. М., Ягнышев Б. С. Геология, прогнозирование, методика поисков, оценки и разведки месторождений алмазов. Коренные месторождения. — Якутск: ЯФ ГУ Издательство СО РАН, 2004. — 548 с. — ISBN 5-463-00057-3.
- Харькив А. Д., Зинчук Н. Н. Атлас-определитель пород и руд месторождений алмазов кимберлитового типа. — М.: Недра, 1994. — 136 с.
- Говоров И. Н., Илупин И. П., Харькив А. Д., Голубева Э. Д., Денисов Е. П. Геохимия глубинных вулканических пород и ксенолитов. — М.: Наука, 1980. — 332 с.
- Харькив А. Д., Квасница В. Н.[укр.], Панов Б. С. Многоликий алмаз. — Донецк: РИО областного управления по печати, 1993. — 184 с.
- Квасница В. Н.[укр.], Харькив А. Д., Зинчук Н. Н. Природа алмаза. — Киев: Наукова думка, 1994. — 207 с.

Статьи
- Дэвис Г. Л., Соболев Н. В., Харькив А. Д. Новые данные о возрасте кимберлитов Якутии, полученные уран-свинцовым методом по цирконам // Доклады Академии наук СССР. — 1980. — Т. 254, № 1. — С. 175—179.
- Соловьева Л. В., Егоров К. Н., Маркова М. Е., Харькив А. Д., Пополитов К. Э., Баранкевич В. Г. Мантийный метасоматизм и плавление в глубинных ксенолитах из трубки Удачная, их возможная связь с алмазо- и кимберлитообразованием // Геология и геофизика. — 1997. — Т. 38, № 1. — С. 172—193. — ISSN 0016-7886.
- Соболев Н. В., Харькив А. Д., Похиленко Н. П. Кимберлиты, лампроиты и проблема состава верхней мантии // Геология и геофизика. — 1986. — Т. 27, № 7. — С. 18—28.
- Лапин А. В., Харькив А. Д. Маджгаваниты – особый петрогеохимический тип алмазоносных магматитов // Геохимия. — 2003. — № 11. — С. 1181—1190. — ISSN 0016-7525.
- Зуев В. М., Харькив А. Д., Зинчук Н. Н., Манкенда А. Слабоэродированные кимберлитовые трубки Анголы // Геология и геофизика. — 1988. — Т. 29, № 3. — С. 56—62.
- Добрецов Н. Л., Зуенко В. В., Харькив А. Д. Факторы и типы алмазоносности кимберлитовых трубок Якутии (на основании статистической обработки данных) // Геология и геофизика. — 1972. — Т. 13, № 7. — С. 31—39.
- Добрецов Н. Л., Харькив А.Д., Шемякин М.Л. Применение многомерного статистического анализа для решения прогнозных задач на примере алмазоносности кимберлитов // Геология и геофизика. — 1966. — Т. 7, № 8. — С. 15—22.
- Соболев Н. В., Харькив А. Д., Лаврентьев Ю. Г., Поспелова Л. Н. Хромит-пироксен-гранатовые сростки из кимберлитовой трубки «Мир» // Геология и геофизика. — 1973. — Т. 14, № 12. — С. 15—20.
- Бартошинский З. В.[укр.], Харькив А. Д., Боткунов А. И., Соболев Н. В. Новые данные об алмазах из эклогитов трубки «Мир» // Геология и геофизика. — 1973. — Т. 14, № 5. — С. 108—112.
- Афанасьев В. П., Соболев Н. В., Харькив А. Д. Эволюция химизма ассоциации пиропов в древних ореолах рассеяния кимберлитовых тел // Геология и геофизика. — 1984. — Т. 25, № 2. — С. 137—141.

## Награды
- Государственная премия СССР [уточнить]
- Премия имени В. А. Обручева (совместно с Н. Н. Зинчуком, А. И. Крючковым, за 1997 год) — за серию работ по тематике «Геолого-генетические основы прогнозирования и поисков алмазных месторождений (на примере Сибирской платформы)»[4]